# Classe Suffren (cruzadores)
A Classe Suffren foi uma classe de cruzadores pesados operada pela Marinha Nacional Francesa, composta pelo Suffren, Colbert, Foch e Dupleix. Suas construções começaram em entre 1926 e 1929, foram lançados ao mar entre 1927 e 1930 e comissionados na frota francesa entre 1930 e 1933. O projeto da Classe Suffren foi baseado na predecessora Classe Duquesne, mas sacrificando um pouco da velocidade máxima em favor de serem protegidos por uma blindagem um pouco mais pesada. Os dois primeiros cruzadores tinham um fino cinturão principal externo, porém o projeto dos dois últimos foi alterado para ter no lugar uma caixa blindada interna ligeiramente mais espessa.
Os quatro cruzadores da Classe Suffren eram armados com uma bateria principal composta por oito canhões de 203 milímetros montados em quatro torres de artilharia duplas. Tinham um comprimento de fora a fora de 194 metros, uma boca de dezenove metros, um calado de seis metros e um deslocamento carregado de mais de treze mil toneladas. Seus sistemas de propulsão eram compostos por seis caldeiras a óleo combustível e carvão que alimentavam três conjuntos de turbinas a vapor, que por sua vez giravam três hélices até uma velocidade máxima de 32 nós (59 quilômetros por hora). Os navios também eram protegidos por uma blindagem muito fina apenas ao redor das áreas vitais.
O Colbert, Foch e Dupleix caçaram navios corsários alemães no Atlântico no início da Segunda Guerra Mundial e então participaram de um bombardeio contra o litoral italiano. A França caiu em 1940 e os três permaneceram atracados em Toulon até novembro de 1942, quando foram deliberadamente afundados e desmontados pelos anos seguintes. O Suffren estava na Indochina no começo da guerra, retornando para o Mediterrâneo algum tempo depois. Permaneceu imobilizado em Alexandria depois da derrota francesa até 1943, sendo em diante colocado em patrulhas no Atlântico. Após a guerra voltou para a Indochina entre 1946 e 1947. Foi tirado de serviço em 1947 e desmontado em 1976.